# 소쿠카군

포들라스키에주 지도에 표시된 소쿠카군의 위치

소쿠카군(폴란드어: powiat sokólski)은 폴란드 포들라스키에주에 위치한 군으로 군청 소재지는 소쿠카이며 면적은 2,054.42km2, 인구는 67,055명(2019년 기준), 인구 밀도는 33명/km2이다.
남서쪽으로는 비아위스토크군, 서쪽으로는 몬키군, 북서쪽으로는 아우구스투프군과 접하며 동쪽으로는 벨라루스와 국경을 접한다. 10개 지방 자치체(4개 도시형 농촌, 6개 농촌)를 관할한다.

군기
군 문장